# Tulkou
Pour les articles homonymes, voir Tulku (film).

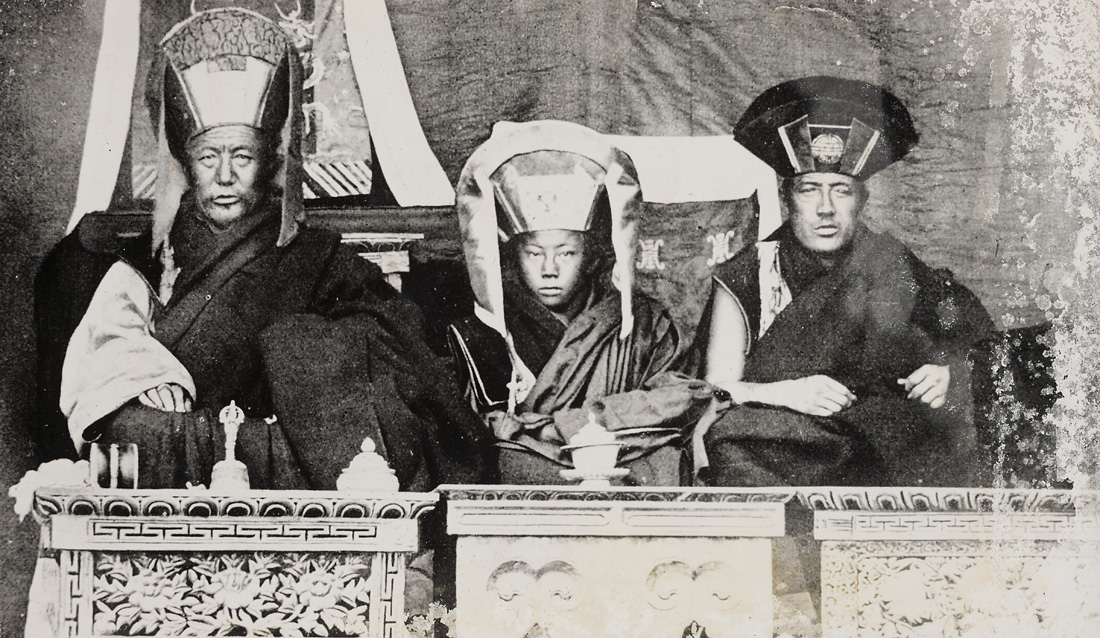
Trois tulkous de la lignée kagyu du bouddhisme tibétain au Tibet vers 1932

Un tülkou ou tulkou, contraction de tulpekou, parfois appelé à tort[pourquoi ?] bouddha vivant, est, dans le bouddhisme tibétain, une personnalité religieuse (lama en général) reconnue comme réincarnation d'un maître ou d'un lama disparu. Cette tradition a débuté au Tibet, officiellement au XIIIe siècle, dans la branche karma-kagyu de l'école kagyupa avec la lignée des karmapa (Düsum Khyenpa (1110-1193) étant considéré comme le premier karmapa). Les lignées des dalaï-lamas et des panchen-lamas sont des lignées de tulkous de l'école gelugpa. Ils sont considérés comme des émanations de bodhisattva, revenu sur terre pour aider les êtres.
Cette tradition est spécifique du bouddhisme tibétain.

## Étymologie
En tibétain, le terme tibétain : སྤྲུལ་སྐུ་, Wylie : sprul sku, est un emprunt au sanskrit nirmāṇakāya, signifiant « corps d'apparition », « corps émané », voire corps magique ou miraculeux. La transcription du tibétain en français est tulkou, tülkou ou trulkou.
निर्माण काय (nirmanakāya)  > སྤྲུལ་སྐུ་ (sprul sku) > tulkou
En mongol : ᠺᠦᠲᠦᠭᠲᠦ, VPMC : qutuγtu , ou mongol : ᠺᠦᠪᠢᠯᠭᠠᠨ, VPMC : qubilγan.
Le terme mongol khutughtu ou hutagt est en général traduit en chinois par huófó (活佛) « bouddha vivant » ou hùashēn (化身) « réincarnation »; língtóng (靈童) « enfant mystique » est employé pour les jeunes tulkous.

## Développement de l’institution
Apparue officiellement au XIIIe siècle dans l'école karma-kagyu, la lignée des tulkous s’est étendue durant les deux siècles suivants aux différentes écoles du bouddhisme tibétain. Sur le plan spirituel, ces grands maîtres qui suivent la voie des bodhisattvas (Mahayana), pourraient contrôler leur renaissance par la force de leurs sagesse et compassion. Ils choisissent de renaître pour le bien de tous les êtres.
Rangjung Dorje, 3e dans la lignée des karmapas, fut le premier tulkou reconnu officiellement, en tant que réincarnation de Karma Pakshi en 1288. Actuellement, il existe deux candidats pour la 17e réincarnation du karmapa : Orgyen Trinley Dorje et Trinley Thaye Dorje. Ce qui a été appelé la controverse du 17e karmapa en phase de résolution après la rencontre en octobre 2018 France entre les deux candidats. Selon une croyance, le 21e karmapa deviendra le 6e bouddha, après le futur, et 5e bouddha, Maitreya et sera appelé le bouddha Sinha ou Simha, le Lion.
Dans l'école gelugpa, il y a plusieurs lignées de réincarnations, dont celle du dalaï-lama. Le 1er de sa lignée est Gedun Drub (1391-1474). Sa 3e réincarnation, Sonam Gyatso, fut le premier à recevoir le titre de dalaï-lama de l'empereur mongol Altan Khan, qui fut attribué a posteriori à ses deux prédécesseurs. L’actuel dalaï-lama, Tenzin Gyatso, est la 14e réincarnation de Gedun Drub. Au XVIIe siècle, Lobsang Gyatso (1617-1682), le 5e dalaï-lama, dit « le Grand Cinquième », est placé, en 1642, comme chef temporel par l'empereur mongol Güshi Khan qui a envahi le Tibet en 1640. Jusqu'en 1959, la charge du pouvoir spirituel et du pouvoir temporel du Tibet est assumée par les dalaï-lamas. Lobsang Gyatso, qui est renommé pour son sens politique, est aussi célèbre pour avoir établi la capitale tibétaine à Lhassa, fait construire le palais du Potala et avoir inauguré la lignée de réincarnation du panchen-lama (les dalaï-lamas et panchen-lamas se reconnaissent mutuellement).
Actuellement, il existe aussi une controverse concernant la réincarnation du 10e panchen-lama. Gendhun Choekyi Nyima, né le 25 avril 1989, est, selon le gouvernement tibétain en exil, la 11e réincarnation du panchen-lama. Il fut nommé par le 14e dalaï-lama, Tenzin Gyatso, le 14 mai 1995. Trois jours plus tard, il disparaissait, enlevé et retenu prisonnier par le gouvernement chinois. Il n'a jamais été revu depuis. Le 29 novembre 1995, se référant à la dynastie mandchou des Qing, les autorités chinoises mettent en place un tirage au sort au monastère de Jokhang à Lhassa pour désigner leur candidat Gyancain Norbu, qui sera nommé Erdini Qoigyijabu. Le but des autorités chinoises serait de contrôler la nomination du prochain dalaï-lama.
Une lignée de tulkous peut aussi s'éteindre ou être mise en sommeil. Ainsi en 1792, la lignée des Shamar Rinpoché, un des régents du karmapa, alors dans sa 10e incarnation, fut banni du Tibet par le gouvernement tibétain pour des raisons politiques. Des réincarnations de Shamar Rinpoché auraient néanmoins été identifiées, et le 14e de la lignée, Kunzig Shamar Rinpoché (né en 1952), a été ré-institué  par le 16e karmapa en 1956, mais ce n'est qu'en 1963 qu'il a été officiellement reconnu par le dalaï-lama et le gouvernement tibétain en exil. Il existe des cas où le tulkou ne se réincarne plus, ayant atteint l'éveil, ce qui est possible durant sa vie, ou après la mort durant la phase du bardo

## Caractéristiques des tulkous
Les estimations concernant le nombre de tulkous varient entre un demi-millier (selon Françoise Pommaret) et un millier (selon Pamela Logan). Ils sont principalement répartis au Tibet, au Bhoutan, dans le Nord de l’Inde, au Népal, en Mongolie, ainsi que dans le sud-ouest de la Chine ; on trouve parmi eux quelques femmes, comme Khandro Rinpoché, Samding Dorje Phagmo ou encore Dorjé Pagmo Rinpoché, née en 1980 au Bhoutan. Selon Havnevik Hanna, citant Arnaud Desjardins, la fille de Sonam Togpyal Kazi, Jetsun Péma, a été reconnue par le 14e dalaï-lama et le 16e karmapa comme la réincarnation de Jetsun Lochen Rinpoché (Lochen Chönyi Zangmo) qui fut enseignante de Sonam Topgyal Kazi et de sa femme.Ils peuvent avoir de nombreux disciples et assument en général la responsabilité d'un ou plusieurs monastères avec leurs assistants.
Selon Alexandra David-Néel, le droit de porter le titre de tulkou – généralement énoncé dans les actes officiels sous la forme mongole de houtouktou – pouvait être reconnu à un lama par le gouvernement chinois. C'était le cas pour les plus importants d'entre eux. Ceux qui n'avaient pas obtenu cette reconnaissance – c'est-à-dire la majorité – occupaient un rang inférieur dans la noblesse tibétaine lamaïste et se répartissaient entre plusieurs catégories : ceux qui à défaut de leur reconnaissance par la Chine, avaient obtenu celle du dalaï-lama et ceux qui devaient leur investiture à d'autres lamas plus ou moins importants.
Le tulkou peut laisser avant sa mort des indications orales ou écrites concernant les circonstances de sa prochaine renaissance. On peut également faire appel à l’astrologie, à des prophéties ou intuitions de lamas consacrés. Il s’écoule en général deux ou trois ans avant que le tulkou ne soit identifié, car il doit réussir différentes épreuves de reconnaissance de personnes ou d'objets qu'il a rencontrés dans sa vie précédente. Les tulkous de certaines lignées peuvent se reconnaître mutuellement, comme le panchen-lama et le dalaï-lama.
Selon Kevin Trainor, il n'est pas rare que des querelles surgissent à propos de la reconnaissance d'une nouvelle incarnation. À l'origine de ces disputes le fait que traditionnellement les grands tulkous bénéficiaient de grandes « maisonnées » ou labrangs possédant des terres et d'autres ressources destinées à pourvoir aux besoins matériels du tulkou et à ceux d'un régent et de tuteurs avant que le tulkou atteigne sa majorité. Avant les années 1950, les labrangs des grandes lignées possédaient de vastes domaines, une main-d'œuvre servile et de nombreux bâtiments.
Selon le 14e Shamar Rinpoché, « Le système des tulkus a parfois été utilisé à des fins purement spirituelles, mais parfois aussi à des fins politiques, ce qui n'est pas bon. Lorsque vous devenez moine, vous devez renoncer à la vie mondaine. Vous ne devez donc pas vous lancer dans la politique. Idéalement, le système des tulkous devrait être totalement exempt de politique. [...] Le tulku est une sorte de roi symbolique, et les gens l'utilisent donc pour leur propre prestige. Cela peut conduire à la compétition, à la lutte. [...] Un tulku est un être qui s'est engagé à revenir dans ce monde - quelqu'un qui fait le vœu de revenir pour perpétuer les enseignements du Bouddha. S'il revient et devient un politicien ou un général, ce n'est pas la même chose qu'un chef spirituel ou un enseignant spirituel. »
La mère du dalaï-lama actuel, une paysanne de l'Amdo, mit au monde trois tulkous sans se départir de sa simplicité.
Le jeune tulkou est élevé par ses parents durant les cinq ou six premières années de sa vie. S'il s'agit d'un grand maître, il est intronisé dans un monastère en tant que détenteur de la lignée. Certains tulkous ne sont reconnus qu’à l’âge adulte. 
Le plus souvent, le tulkou achève ses études, prononce ses vœux de moine complet, qu'il peut aussi rendre, ce qui fut le cas du 6e dalaï-lama. Dans certaines écoles, comme celles des Nyingma, des chefs de lignée Sakya et de certains Kagyu, les lamas peuvent se marier et avoir des enfants, ce qui fut notamment le cas de Chogyam Trungpa Rinpoché (1939-1987).
Il peut y avoir des erreurs, ou des hésitations. Ainsi, Dawa Norbu Rinpoché (né en 1950) de la lignée nyingmapa, reconnu tout d’abord comme tulkou de Taksham, fut ensuite identifié par le Karmapa comme tulkou de Pema Yeshe. Il assuma dès lors cette dernière fonction et l'on partit à la recherche d'un autre tulkou de Taksham.
Les tulkous étaient traditionnellement tibétains ou parfois mongols. Récemment, on en a découvert dans d’autres régions du monde, comme l’Espagnol Tenzin Ösel Rinpoché (né en 1985), réincarnation de Thubten Yeshe, le franco-américain Karma Trinlay Rinpoché (né en 1975), reconnu par Kalou Rinpoché ou encore Elijah Ary. On peut encore citer l’Américain Steven Seagal, reconnu à l’âge adulte par Penor Rinpoché, maître de l'école nyingmapa et qui serait la réincarnation de Chungdrag Dorje (XIIe siècle), originaire de Dege (Kham) et tertön du monastère de Palyul.

## Loi chinoise de 2007
En 2007, le gouvernement chinois introduisit au Tibet une loi rendant illégale la reconnaissance d'une réincarnation sans autorisation du département des affaires religieuses des provinces. L'administration d'État pour les affaires religieuses présenta la mesure comme une avancée pour « institutionnaliser la gestion de la réincarnation ». Pour Khedroob Thondup, neveu du dalaï-lama, la vraie cible de cette loi est le dalaï-lama.

## Lignées principales
Karmapa, Shamar Rinpoché, Taï Sitou Rinpoché, Chogyam Trungpa Rinpoché, Dalaï-lama, Panchen-lama, Bogdo Gegen.